# Maharu Yoshimura
Maharu Yoshimura (Ibaraki, 3 de agosto de 1993) é um mesa-tenista japonês, medalhista olímpico.

## Carreira
Maharu Yoshimura representa seu país no circuito da ITTF, foi medalhista de prata em duplas mistas no Mundial de 2015.
Na Rio 2016, conquistou a medalha de prata.